# Seznam srbskih pevcev resne glasbe
Seznam srbskih pevcev resne glasbe.

## B
- Radmila Bakočević (1933-)
- David Bižić
- Jelena Bodražić
- Melanija Bugarinović

## C
- Biserka Cvejić (1923-2021)

## Č
- Miroslav Čangalović

## J
- Jadranka Jovanović

## K
- Breda Kalef

## L
- Željko Lučić

## M
- Olivera Miljaković

## N
- Oliver Njego

## P
- Franc Puhar

## Z
- Zdenka Ziková